# Чжань Юаньдин
Чжань Юаньдин (кит. 陳婉婷, англ. Chan Yuen-ting; 7 октября 1988, Гонконг) — гонконгская футболистка и футбольный тренер.

## Биография
Родилась 7 октября 1988 года в Гонконге.
В 2010 году окончила Китайский университет Гонконга по специальности география. Позднее получила степень магистра спортивной науки и управления здравоохранением.

## Карьера игрока
Увлеклась футболом из-за любви к игре Дэвида Бекхэма.
С 2007 по 2013 год играла за клуб «Сатхинь».
С 2008 по 2013 год выступала за сборную Гонконга.

## Карьера тренера
В 2012—2013 годах была тренером в клубе «Саутерн».
В сезоне 2014/15, работая в качестве тренера, выиграла юношеский чемпионат Гонконга (до 18 лет) с командой «Гонконг Пегасус».

### «Истерн»
В июле-декабре 2015 года работала в тренерском штабе мужского футбольного клуба «Истерн», выступающего в высшем дивизионе чемпионата Гонконга. 8 декабря 2015 года была назначена главным тренером команды. 27-летняя Чжань стала первой женщиной, возглавившей мужской клуб высшего дивизиона чемпионата Гонконга. В сезоне 2015/16 «Истерн» стал чемпионом Гонконга. Чжань Юаньдин стала первой в мире женщиной-тренером, которая выиграла высший дивизион мужского чемпионата по футболу (за это достижение внесена в Книгу рекордов Гиннесса). Была признана тренером года (2016) в Гонконге. Также признана женским тренером года (2016) АФК. В феврале 2017 года стала первой женщиной, возглавляющей команду в Лиге чемпионов АФК. В сезоне 2016/17 клуб занял 2-е место в чемпионате. В мае 2017 года покинула свой пост. В июле 2017 года стала тренером команды. 19 июля 2018 года снова стала главным тренером команды. 4 февраля 2019 года покинула свой пост.
В 2019 году возглавила женскую сборную Китая для девушек до 16 лет. В сентябре 2019 года с этой командой завоевала бронзовые медали чемпионата Азии, но не смогла получить путёвку на чемпионат мира.

## Достижения

### В качестве тренера
Истерн
- Чемпион Гонконга: 2015/16
- Серебряный призёр чемпионата Гонконга: 2016/17
- Тренер года в Гонконге: 2016
- Женский тренер года АФК: 2016

## Тренерская статистика
Данные откорректированы по состоянию на 18 июня 2019 года.
| Истерн | 8 декабря 2015 | 31 мая 2017    | 44 | 27 | 6  | 11 | 61,35 |
| Истерн | 19 июля 2018   | 4 февраля 2019 | 13 | 6  | 4  | 3  | 46,14 |
| Итого  | Итого          | Итого          | 57 | 33 | 10 | 14 | 57,88 |